# George Byng (1735-1789)
George Byng (1735 - 27 octobre 1789) de Wrotham Park, dans le Middlesex (actuellement dans le Hertfordshire), est un homme politique britannique qui siège à la Chambre des communes de 1768 à 1784.

## Biographie
Il est le fils aîné de Robert Byng (1703-1740), gouverneur de la Barbade, de son épouse Elizabeth Forward, fille et cohéritière de Jonathan Forward. Il est un petit-fils de l'amiral George Byng, 1er vicomte Torrington (1663-1733) de Southill Park dans le Bedfordshire.
Il hérite du domaine de Wrotham Park de son oncle célibataire et sans enfant, l'amiral John Byng (1704-1757), passé en cour martiale et fusillé en 1757 après la chute de Minorque. Aux élections générales de 1768, il est élu député de Wigan. Il est réélu sans opposition pour Wigan en 1774 puis en tant que député de Middlesex aux élections générales de 1780 mais est battu lors en 1784 .

## Mariage et descendance
Le 5 mars 1761, il épouse Anne Conolly (décédée en 1806), fille de William James Conolly (décédé en 1754) et de son épouse, Anne Wentworth, fille de Thomas Wentworth (1er comte de Strafford) (1672-1739). William James Conolly est un membre du Parlement irlandais, il est le neveu et l'héritier de William Conolly (1662-1729), de Castletown House, comté de Kildare, président de la Chambre des communes irlandaise, réputé pour être l'homme le plus riche d'Irlande. Ils ont :
- George Byng (1764-1847), fils aîné et héritier, député de Wrotham Park et de Wentworth House, habitait 5, St James's Square, Londres, construit entre 1748 et 1715 par son oncle maternel, William Wentworth (2e comte de Strafford, 1722-1791) (1722–1722). 1791)[2]. Il s'est marié mais ne laissé aucun enfant.
- Maréchal John Byng (1er comte de Strafford) (1772-1860), 2e fils et héritier de son frère sans enfant.

Il est décédé le 27 octobre 1789.